# Péter Hajdú
Péter Hajdú (Budapest, 27 décembre 1923 - Budapest, 19 septembre 2002) est un linguiste hongrois et l'un des plus illustres spécialistes mondiaux de la linguistique ouralienne.
Il fut professeur à l'université de Szeged (1959-1974), puis directeur de l'Institut de linguistique de l'Académie hongroise des sciences (1974-1982) et professeur à l'université Loránd Eötvös de Budapest.
En 1970, il devint membre suppléant de l'Académie hongroise des sciences, et membre à part entière en 1976.
Ses recherches se concentrèrent sur les problèmes généraux et les méthodes de la linguistique ouralienne. Il contribua de façon décisive au débat sur l'origine géographique des peuples ouraliens: se fondant sur les noms de certains arbres dans les différentes langues ouraliennes, il situa le berceau originel de ces peuples à l'est de l'Oural.
Il étudia également la phonologie, la morphologie et la syntaxe des langues samoyèdes.
On lui doit plusieurs ouvrages d'initiation à la linguistique ouralienne et aux peuples parlant des langues ouraliennes. Certains d'entre eux ont été traduits en anglais, en allemand et en russe.